# Холодный Ключ (приток Кырыкмаса)
Холодный Ключ — река в Удмуртии и Татарстане, правый приток Кырыкмаса.
Длина реки — 15 км. Протекает по слабозаселённой местности на Сарапульской возвышенности.
Берёт начало на юго-западе Сарапульского района Удмуртии, в 4,5 км к северо-востоку от села Калашур. Направление течения переменчивое, общее направление — юго-юго-восточное. В верхней части течёт по изрезанной оврагами волнистой местности, в нижней части протекает в лесном массиве по границе с Татарстаном. Впадает в Кырыкмас на территории Агрызского района РТ. Сток зарегулирован.
На реке расположены посёлок Новые Макшаки в среднем течении и кордон Керкмасский недалеко от устья (оба в сельском поселении Шадринское) с общей численностью населения 14 человек (2012 г.). Других населённых пунктов в бассейне реки нет.

## Данные водного реестра
По данным государственного водного реестра России относится к Камскому бассейновому округу, водохозяйственный участок реки — Иж от истока и до устья, речной подбассейн реки — бассейны притоков Камы до впадения Белой. Речной бассейн реки — Кама.
Код водного объекта в государственном водном реестре — 10010101212111100027460.